# Gerião (Monarchia Lusytana)
Gerião sucede a Beto, enquanto usurpador, fazendo parte da lista de reis lendários mencionados por vários autores portugueses e espanhóis, entre o Séc. XVI e XVIII, por exemplo, Florián de Ocampo ou Bernardo de Brito.
Bernardo de Brito atribui-lhe um período exacto (1794 a.C. - 1760 a.C.). 
Está associado ao mito do confronto entre Hércules e Gerião, transposto na Monarchia Lusytana como episódio em que Gerião é um usurpador, também chamado "Gerion Deabo" por Bernardo de Brito, e as suas três cabeças seriam os filhos, denominados "Geriões" ou "Lomínios", contra os quais Hércules (Líbico) lutará. 

Porque como diz Laimundo, em suas Antiguidades Lusitanas, passando da Ilha Eritreya, com os seus companheiros e gados em Portugal, soube grangear as vontades dos naturais da terra, repartindo com eles gado, e riquezas que tinha, que sem resistência lhe consentiram chamar-se Rey de Espanha, e meter-se no governo e regimento das coisas dele.

Será morto por Júpiter Osíris (Bernardo de Brito traz à lenda um nome de divindade do Egipto, Osíris) que viria até à Ibéria para derrotar Gerião:

Chegaram os campos a encontrar-se junto do Rio Guadiana, segundo o Bispo de Girona e com ele nosso Laimundo, e romperam as batalhas com tanta pertinacia que Osyris se viu em ponto de perder naquela jornada (...) até que nela morreu Gerião, e com sua falta, a houve tão grande no ânimo da gente, que perdendo o campo, se puseram em fuga. (Cap.9)

É descrito no Capítulo 9 da Monarchia Lusytana:
De como o tirano Gerião se apoderou do Reino de Espanha, e do que em Lusitania sucedeu até à sua morte.